# Tanytarsus tamanonus
Tanytarsus tamanonus är en tvåvingeart som beskrevs av Sasa 1980. Tanytarsus tamanonus ingår i släktet Tanytarsus och familjen fjädermyggor. Inga underarter finns listade i Catalogue of Life.